# Kiribati na Letních olympijských hrách 2012
Kiribati se účastnilo Letních olympijských her 2012 a zastupovali ho 3 sportovci ve 2 sportech (2 muži a 1 žena). Jednalo se o třetí start tohoto státu na letních olympijských hrách. Vlajkonošem výpravy byl vzpěrač David Katoatau. Nejmladším z týmu byla Kaingaue David, které v době konání her bylo 17 let. Nejstarší z týmu byl David Katoatau, kterému bylo v době konání her 28 let. Nikomu z výpravy se během her nepodařilo získat medaili.

## Pozadí
Kiribati se o účast na letních olympijských hrách zajímalo již v 80. letech 20. století, ale Národní olympijský výbor byl založen až roku 2002 a až v roce 2003 uznán Mezinárodním olympijským výborem. Poprvé se tedy letních olympijský her země zúčastnila v roce 2004 v Athénách, kde se nikomu z reprezentantů nepodařilo získat medaili.

## Disciplíny

### Atletika
Nooa Takooa startoval v závodě na 100 m a byl to jeho první start na olympijských hrách. V rozběhu zaběhl čas 11,53 sekundy, čímž si vylepšil svůj osobní rekord, ale stačilo to pouze na 7. místo a do dalších bojů nepostoupil. Celkově z 29 atletů obsadil 25. místo.
17letá Kaingaue David se také účastnila svých prvních olympijských her a startovala v závodu na 100 m. V rozběhu zaběhla čas 13,61 sekundy, čímž vylepšila svůj osobní rekord, ale skončila poslední a do dalšího kola nepostoupila. Celkově z 33 atletek obsadila 29. místo.
| Sportovec      | Disciplína   | Rozběh | Rozběh | Čtvrtfinále  | Čtvrtfinále  | Semifinále   | Semifinále   | Finále       | Finále       |
| Sportovec      | Disciplína   | Čas    | Pořadí | Čas          | Pořadí       | Čas          | Pořadí       | Čas          | Pořadí       |
| -------------- | ------------ | ------ | ------ | ------------ | ------------ | ------------ | ------------ | ------------ | ------------ |
| Nooa Takooa    | 100 m – muži | 11,53  | 7.     | nepostoupil  | nepostoupil  | nepostoupil  | nepostoupil  | nepostoupil  | nepostoupil  |
| Sportovkyně    | Disciplína   | Rozběh | Rozběh | Čtvrtfinále  | Čtvrtfinále  | Semifinále   | Semifinále   | Finále       | Finále       |
| Sportovkyně    | Disciplína   | Čas    | Pořadí | Čas          | Pořadí       | Čas          | Pořadí       | Čas          | Pořadí       |
| Kaingaue David | 100 m – ženy | 13,61  | 8.     | nepostoupila | nepostoupila | nepostoupila | nepostoupila | nepostoupila | nepostoupila |

### Vzpírání
Ve vzpírání Kiribati reprezentoval David Katoatau, pro něhož to byla již druhá účast na letních olympijských hrách. Na rozdíl od své první účasti, kdy mu start na hrách umožnila divoká karta, se tentokrát na hry do Londýna řádně kvalifikoval. Startoval v závodě mužů do 94 kg, ve kterém získal dohromady 325 bodů a obsadil 17. místo z 21 startujících vzpěračů (z nichž ale jeden závod nedokončil).
| Sportovec      | Disciplína    | Trh      | Trh    | Nadhoz   | Nadhoz | Dohromady | Pořadí |
| Sportovec      | Disciplína    | Výsledek | Pořadí | Výsledek | Pořadí | Dohromady | Pořadí |
| -------------- | ------------- | -------- | ------ | -------- | ------ | --------- | ------ |
| David Katoatau | Muži do 94 kg | 140      | 17.    | 185      | 16.    | 325       | 17.    |